# Bridge Creek (Oklahoma)
Bridge Creek – miasto w Stanach Zjednoczonych, w stanie Oklahoma, w hrabstwie Grady.